# Список прем'єр-міністрів Кувейту
Прем'єр-міністр Кувейту є главою уряду в Кувейті. Це третій за впливом чиновник у країні, після еміра Кувейту і спікера національних зборів. Прем'єр-міністр очолює виконавчу гілку уряду Кувейту.
Абдулла Аль-Салім Аль-Сабах, емір Кувейту в період незалежності Кувейту, призначив себе першим прем'єр-міністром Кувейту 17 січня 1962 року, після зібрання Установчих зборів для розробки проєкту Конституції.

## Прем'єр-міністри Кувейту (1962–теперішній час)
| №  | Назва (нар.—пом.)                                 | Портрет | Термін повноважень     | Термін повноважень     |
| -- | ------------------------------------------------- | ------- | ---------------------- | ---------------------- |
| 1  | Абдаллах III аль-Салім ас-Сабах (1895–1965)       |         | 17 січня 1962 року     | 26 січня 1963 року     |
| 2  | Сабах III аль-Салім ас-Сабах (1913–1977)          |         | 2 лютого 1963 року     | 27 листопада 1965 року |
| 3  | Джабір аль-Ахмад аль-Джабір ас-Сабах (1926–2006)  |         | 27 листопада 1965 року | 8 лютого 1978 року     |
| 4  | Саад аль-Абдулла ас-Салем ас-Сабах (1930–2008)    |         | 8 лютого 1978 року     | 13 липня 2003 року**   |
| 5  | Сабах аль-Ахмед аль-Джабер ас-Сабах (1929–2020)   |         | 13 липня 2003 року     | 30 січня 2006 року     |
| 6  | Насер аль-Мухамад аль-Ахмад ас-Сабах (1940–)      |         | 7 лютого 2006 року     | 28 листопада 2011      |
| 7  | Джабер аль-Мубарак аль-Хамад ас-Сабах (1942–2024) |         | 30 листопада 2011 року | 19 листопада 2019      |
| 8  | Сабах аль-Халід ас-Сабах (1953–)                  |         | 19 листопада 2019      | 19 липня 2022          |
| 9  | Мохаммед Сабах аль-Салем ас-Сабах (1956–)         |         | 19 липня 2022          | 24 липня 2022          |
| 10 | Ахмед аль-Наваф аль-Ахмед ас-Сабах (1956–)        |         | 24 липня 2022          | 20 грудня 2023         |
| 11 | Мохаммад Сабах ас-Салем ас-Сабах (1955–)          |         | 17 січня 2024          | 15 квітня 2024         |
| 12 | Ахмед аль-Абдулла ас-Сабах (1952–)                |         | 15 квітня 2024         |                        |